# Championnat d'Afrique des nations masculin de handball 1998
Navigation
Championnat d'Afrique des nations 1996 Championnat d'Afrique des nations 2000
La treizième édition du championnat d'Afrique des nations masculin de handball a eu lieu à Johannesbourg (Afrique du Sud) du 19 au 28 octobre 1998. Le tournoi réunit les meilleures équipes masculines de handball en Afrique et se déroule conjointement avec le tournoi féminin. Ce championnat sert de qualification pour le championnat du monde 1999.
En finale, la Tunisie s'impose 22 à 17 face à l'Algérie et remporte son cinquième titre dans la compétition. L'Égypte complète le podium.

## Modalités
Les 10 équipes qualifiées sont réparties dans 2 poules de 5 équipes. Les deux premiers sont qualifiées pour les demi-finales. Les autres équipes s'opposent deux à deux pour déterminer le classement des équipes de la 5e à la 10e place.

## Phase de groupe

### Groupe A
|   | Équipe         | Pts | J | G | N | P | Bp  | Bc  | Diff |
| - | -------------- | --- | - | - | - | - | --- | --- | ---- |
| 1 | Égypte         | 8   | 4 | 4 | 0 | 0 | 152 | 65  | 87   |
| 2 | Algérie        | 6   | 4 | 3 | 0 | 1 | 124 | 70  | 54   |
| 3 | Congo          | 4   | 4 | 2 | 0 | 2 | 90  | 102 | -12  |
| 4 | Côte d'Ivoire  | 2   | 4 | 1 | 0 | 3 | 86  | 110 | -24  |
| 5 | Afrique du Sud | 0   | 4 | 0 | 0 | 4 | 57  | 162 | -105 |

| Date            | Équipe 1      | Score   | Équipe 2       |
| --------------- | ------------- | ------- | -------------- |
| 19 octobre 1998 | Congo         | 34 – 14 | Afrique du Sud |
| 20 octobre 1998 | Égypte        | 34 – 11 | Congo          |
| 20 octobre 1998 | Algérie       | 31 – 14 | Côte d'Ivoire  |
| 21 octobre 1998 | Côte d'Ivoire | 34 – 20 | Afrique du Sud |
| 21 octobre 1998 | Algérie       | 31 – 21 | Congo          |
| 22 octobre 1998 | Égypte        | 57 – 14 | Afrique du Sud |
| 23 octobre 1998 | Algérie       | 37 – 09 | Afrique du Sud |
| 23 octobre 1998 | Égypte        | 35 – 15 | Côte d'Ivoire  |
| 24 octobre 1998 | Égypte        | 26 – 25 | Algérie        |
| 24 octobre 1998 | Congo         | 24 – 23 | Côte d'Ivoire  |

### Groupe B
|   | Équipe   | Pts | J | G | N | P | Bp  | Bc | Diff |
| - | -------- | --- | - | - | - | - | --- | -- | ---- |
| 1 | Nigeria  | 7   | 4 | 3 | 1 | 0 | 88  | 73 | 15   |
| 2 | Tunisie  | 6   | 4 | 3 | 0 | 1 | 100 | 80 | 20   |
| 3 | Maroc    | 4   | 4 | 2 | 0 | 2 | 83  | 88 | -5   |
| 4 | Angola   | 2   | 4 | 0 | 2 | 2 | 90  | 99 | -9   |
| 5 | Cameroun | 1   | 4 | 0 | 1 | 3 | 61  | 82 | -21  |

| Date            | Équipe 1 | Score   | Équipe 2 |
| --------------- | -------- | ------- | -------- |
| 18 octobre 1998 | Maroc    | 20 – 18 | Angola   |
| 19 octobre 1998 | Nigeria  | forfait | Cameroun |
| 20 octobre 1998 | Nigeria  | 28 – 24 | Tunisie  |
| 20 octobre 1998 | Angola   | 23 – 23 | Cameroun |
| 22 octobre 1998 | Nigeria  | 22 – 21 | Maroc    |
| 22 octobre 1998 | Tunisie  | 24 – 14 | Cameroun |
| 23 octobre 1998 | Tunisie  | 28 – 21 | Angola   |
| 23 octobre 1998 | Maroc    | 25 – 24 | Cameroun |
| 24 octobre 1998 | Tunisie  | 24 – 17 | Maroc    |
| 24 octobre 1998 | Nigeria  | 28 – 28 | Angola   |

## Phase finale
|  | Demi-finales    | Demi-finales    |                        |    | Finale          | Finale          |
|  | Demi-finales    | Demi-finales    |                        |    | Finale          | Finale          |
|  |                 |                 |                        |    |                 |                 |
|  | 26 octobre 1998 | 26 octobre 1998 |                        |    | 28 octobre 1998 | 28 octobre 1998 |
|  | 26 octobre 1998 | 26 octobre 1998 |                        |    | 28 octobre 1998 | 28 octobre 1998 |
|  | Égypte          | 23              |                        |    | 28 octobre 1998 | 28 octobre 1998 |
|  | Égypte          | 23              |                        |    | 28 octobre 1998 | 28 octobre 1998 |
|  | Tunisie         | 26              |                        |    | 28 octobre 1998 | 28 octobre 1998 |
|  | Tunisie         | 26              | Tunisie                | 22 |                 |                 |
|  | 26 octobre 1998 |                 | Tunisie                | 22 |                 |                 |
|  |                 | Algérie         | 17                     |    |                 |                 |
|  | Nigeria         | Algérie         | 17                     | 21 |                 |                 |
|  | Nigeria         |                 |                        | 21 |                 |                 |
|  | Algérie         | 32              |                        |    |                 |                 |
|  | Algérie         | 32              | Match pour la 3e place |    |                 |                 |
|  |                 |                 |                        |    |                 |                 |
|  | 27 octobre 1998 |                 |                        |    |                 |                 |
|  |                 |                 |                        |    |                 |                 |
|  | Égypte          | 35              |                        |    |                 |                 |
|  | Égypte          | 35              |                        |    |                 |                 |
|  | Nigeria         | 26              |                        |    |                 |                 |
|  | Nigeria         | 26              |                        |    |                 |                 |

## Matchs de classement 5 à 10
Les matchs se sont déroulés le 25 octobre 1998 :
| Match                  | Équipe 1      | Score   | Équipe 2       |
| ---------------------- | ------------- | ------- | -------------- |
| Match pour la 5e place | Maroc         | 25 – 23 | Congo          |
| Match pour la 7e place | Côte d'Ivoire | 27 – 21 | Angola         |
| Match pour la 9e place | Cameroun      | 41 – 18 | Afrique du Sud |

## Classement final
| Rang                        | Pays           | J | G | N | P | Bp  | Bc  | Diff |
| --------------------------- | -------------- | - | - | - | - | --- | --- | ---- |
| Médaille d'or, Afrique      | Tunisie        | 6 | 5 | 0 | 1 | 148 | 120 | 28   |
| Médaille d'argent, Afrique  | Algérie        | 6 | 4 | 0 | 2 | 173 | 113 | 60   |
| Médaille de bronze, Afrique | Égypte         | 6 | 5 | 0 | 1 | 210 | 117 | 93   |
| 4                           | Nigeria        | 6 | 3 | 1 | 2 | 135 | 140 | -5   |
| 5                           | Maroc          | 5 | 3 | 0 | 2 | 108 | 111 | -3   |
| 6                           | Congo          | 5 | 2 | 0 | 3 | 113 | 127 | -14  |
| 7                           | Côte d'Ivoire  | 5 | 2 | 0 | 3 | 113 | 131 | -18  |
| 8                           | Angola         | 5 | 0 | 2 | 3 | 111 | 126 | -15  |
| 9                           | Cameroun       | 5 | 1 | 1 | 3 | 102 | 100 | 2    |
| 10                          | Afrique du Sud | 5 | 0 | 0 | 5 | 75  | 203 | -128 |

L'Égypte étant déjà qualifiée en tant que pays hôte, la Tunisie, l'Algérie et le Nigeria sont qualifiés pour le championnat du monde 1999.
| Championnat d'Afrique des nations — Vainqueur 1998 |
| -------------------------------------------------- |
| Tunisie Cinquième titre                            |

L'effectif de la Tunisie était : Riadh Sanaa (GB), Slim Zehani, Makrem Jerou (en), Wissem Bousnina, Dhaker Seboui (en), Ali Madi (en), Mohamed Madi (en), Sobhi Sioud, Oualid Ben Amor, Mohamed Messaoudi, Louati, Sami Mestiri (GB), Khabir, Daly, Dabbabi, Adnène Belhareth. Entraîneurs : Sayed Ayari et Saïd Amara

## Tournoi de qualification olympique
L'Égypte ayant obtenu sa qualification pour les Jeux olympiques 2000 grâce à sa 7e place au Championnat du monde 1999 en Égypte, la place attribuée au continent africain est disputée du 15 au 18 octobre 1999 à Cotonou au Bénin entre les 4 premières équipes non qualifiées : la Tunisie, l'Algérie, le Nigeria et le Maroc. 
Si le Nigeria déclare forfait, la Tunisie s'impose face à l'Algérie et au Maroc et obtient ainsi sa qualification.